# Baptria noratetraleucotaenia
Baptria noratetraleucotaenia là một loài bướm đêm trong họ Geometridae.